# Polar Music Prize
Polar Music Prize — міжнародна музична премія, заснована Стігом Андерсоном при підтримці Шведської Королівської академії музики у 1989 році. Премію вручають щорічно одному сучасному та одному класичному музикантам. Винятками стали 2001 рік, коли премію отримали три музиканти (композитор, сучасний музикант та винахідник), та 2003 рік, коли було нагороджено лише одного композитора. Без жодних обмежень щодо національності, премію вручають за «виняткові досягнення у світі музики або за досягнення, які можуть мати значний вплив на музику чи музичну діяльність». Цю нагороду часто називають «Нобелівською премією в галузі музики» у Швеції.

## Лауреати
| Рік  | Лауреат                                  | Країна                      | Посилання     |
| ---- | ---------------------------------------- | --------------------------- | ------------- |
| 1992 | Пол Маккартні                            | Велика Британія             | [ 7 ]         |
| 1992 | Балтійські країни                        | Естонія, Литва, Латвія      | [ 8 ]         |
| 1993 | Діззі Гіллеспі                           | США                         | [ 9 ]         |
| 1993 | Вітольд Лютославський                    | Польща                      | [ 10 ]        |
| 1994 | Квінсі Джонс                             | США                         | [ 11 ]        |
| 1994 | Ніколаус Арнонкур                        | Австрія                     | [ 12 ]        |
| 1995 | Елтон Джон                               | Велика Британія             | [ 13 ]        |
| 1995 | Ростропович Мстислав                     | Російська Федерація         | [ 14 ]        |
| 1996 | Джоні Мітчелл                            | Канада                      | [ 15 ]        |
| 1996 | П'єр Булез                               | Франція                     | [ 16 ]        |
| 1997 | Брюс Спрінґстін                          | США                         | [ 17 ]        |
| 1997 | Ерік Еріксон (диригент)                  | Швеція                      | [ 18 ]        |
| 1998 | Рей Чарлз                                | США                         | [ 19 ]        |
| 1998 | Раві Шанкар                              | Індія                       | [ 20 ]        |
| 1999 | Стіві Вандер                             | США                         | [ 21 ]        |
| 1999 | Яніс Ксенакіс                            | Греція                      | [ 22 ]        |
| 2000 | Боб Ділан                                | США                         | [ 23 ]        |
| 2000 | Ісаак Стерн                              | США                         | [ 24 ]        |
| 2001 | Берт Бакарак                             | США                         | [ 25 ]        |
| 2001 | Роберт Муг                               | США                         | [ 26 ]        |
| 2001 | Карлгайнц Штокгаузен                     | Німеччина                   | [ 27 ]        |
| 2002 | Міріам Макеба                            | ПАР                         | [ 28 ]        |
| 2002 | Софія Губайдуліна                        | Російська Федерація         | [ 29 ]        |
| 2003 | Кіт Джарретт                             | США                         | [ 30 ]        |
| 2004 | Бі Бі Кінг                               | США                         | [ 31 ]        |
| 2004 | Лігеті Дьордь                            | Австрія                     | [ 32 ]        |
| 2005 | Джилберто Джил                           | Бразилія                    | [ 33 ]        |
| 2005 | Дітріх Фішер-Діскау                      | Німеччина                   | [ 34 ]        |
| 2006 | Led Zeppelin                             | Велика Британія             | [ 35 ]        |
| 2006 | Валерій Гергієв                          | Російська Федерація         | [ 36 ]        |
| 2007 | Сонні Ролінз                             | США                         | [ 37 ]        |
| 2007 | Стівен Райх                              | США                         | [ 38 ]        |
| 2008 | Pink Floyd                               | Велика Британія             | [ 39 ]        |
| 2008 | Рене Флемінг                             | США                         | [ 40 ]        |
| 2009 | Пітер Гебріел                            | Велика Британія             | [ 41 ]        |
| 2009 | Хосе Антоніо Абреу та El Sistema         | Венесуела                   | [ 42 ]        |
| 2010 | Бйорк                                    | Ісландія                    | [ 43 ]        |
| 2010 | Енніо Морріконе                          | Італія                      | [ 44 ]        |
| 2011 | Кронос-квартет                           | США                         | [ 45 ]        |
| 2011 | Патті Сміт                               | США                         | [ 46 ]        |
| 2012 | Пол Саймон                               | США                         | [ 47 ]        |
| 2012 | Йо-Йо Ма                                 | США                         | [ 48 ]        |
| 2013 | Юссу Н'Дур                               | Сенегал                     | [ 49 ]        |
| 2013 | Кайя Сааріахо                            | Фінляндія                   | [ 50 ]        |
| 2014 | Чак Беррі                                | США                         | [ 51 ] [ 52 ] |
| 2014 | Пітер Селларс                            | США                         | [ 51 ] [ 53 ] |
| 2015 | Еммілу Гаріс                             | США                         | [ 54 ]        |
| 2015 | Евелін Гленні                            | Велика Британія             | [ 55 ]        |
| 2016 | Макс Мартін                              | Швеція                      | [ 56 ]        |
| 2016 | Чечілія Бартолі                          | Італія                      | [ 57 ]        |
| 2017 | Стінг                                    | Велика Британія             | [ 58 ]        |
| 2017 | Вейн Шортер                              | США                         | [ 59 ]        |
| 2018 | Metallica                                | США                         | [ 60 ]        |
| 2018 | Національний інститут музики Афганістану | Афганістан                  | [ 61 ]        |
| 2019 | Grandmaster Flash                        | США                         | [ 62 ]        |
| 2019 | Анне-Софі Муттер                         | Німеччина                   | [ 63 ]        |
| 2019 | Гра для змін                             | США                         | [ 64 ]        |
| 2020 | Анна Нетребко                            | Російська Федерація/Австрія | [ 65 ]        |
| 2020 | Даян Ів Уоррен                           | США                         | [ 66 ]        |
| 2021 | Відмінено через COVID-19                 |                             |               |
| 2022 | Іггі Поп                                 | США                         | [ 67 ]        |
| 2022 | Ensemble Intercontemporain               | Франція                     | [ 68 ]        |
| 2023 | Кріс Блеквелл                            | США                         | [ 69 ]        |
| 2023 | Анджеліка Кіджо                          | Бенін                       | [ 70 ]        |
| 2023 | Арво Парт                                | Естонія                     | [ 71 ]        |
| 2024 | Найл Роджерс                             | США                         | [ 72 ]        |
| 2024 | Еса-Пекка Салонен                        | Фінляндія                   | [ 73 ]        |